# Kościół Matki Bożej Nieustającej Pomocy w Sochaczewie
Kościół Matki Bożej Nieustającej Pomocy w Sochaczewie – rzymskokatolicki kościół parafialny należący do parafii pod tym samym wezwaniem (dekanat Sochaczew – Matki Bożej Nieustającej Pomocy diecezji łowickiej). Znajduje się w Sochaczewskiej dzielnicy Boryszew, przy ulicy 15 Sierpnia.
Prace budowlane rozpoczęły się w 1984. W latach 1985–1986 zostały wykonane fundamenty i zalane zostały stropy części podziemnej, aby w roku następnym można było wznosić mury świątyni. 29 listopada 1987 arcybiskup metropolita gnieźnieńsko-warszawski kardynał Józef Glemp, prymas Polski, poświęcił i wmurował kamień węgielny i akt erekcyjny. Budowa i urządzanie świątyni trwało przez kilkanaście lat. Ostatecznie świątynia została konsekrowana 28 czerwca 2003 przez biskupa łowickiego Alojzego Orszulika SAC.
Kościół to budowla dwupoziomowa. Górny poziom wykorzystywany jest do odprawiania nabożeństw, natomiast dolny mieści salę widowiskową i jest przeznaczony dla celów socjalnych. Kościół, zbliżony kształtem do rotundy, został wzniesiony według projektu architekta Grzegorza Figiela przy współpracy konstruktorów inżyniera Krzysztofa Guraja i inżyniera Bogdana Figiela. Ołtarz główny dedykowany jest Matce Bożej Nieustającej Pomocy. Po bokach prezbiterium są umieszczone otwarte kaplice z malowidłami ściennymi: po lewej – chrzcielna, z malowidłem przedstawiającym Chrzest Pański i ostatnią Wieczerzą w zwieńczeniu, po prawej – dedykowana Matce Bożej, z malowidłem przedstawiającym objawienie fatimskie i tryptykiem ze św. Janem Pawłem II w zwieńczeniu. Wszystkie freski w świątyni wykonał Józef Krasnodębski. Stacje drogi krzyżowej zostały podarowane przez parafię w Gąbinie. Z tyłu prezbiterium jest umieszczona kaplica wzniesiona według projektu Marcina Głuchowskiego, w której odprawiane są msze święte w dni powszednie. Zostało tam przeniesione wyposażenie z pierwszej kaplicy parafialnej. Przy wejściu bocznym znajduje się kaplica pogrzebowa z krzyżem zaprojektowana przez Magdalenę Podczaską.